# Marcelino (football, 1965)
Pour les articles homonymes, voir Marcelino et Marcelino García.
García  Toral est un nom espagnol. Le premier nom de famille, en général paternel, est García ; le second, en général maternel, souvent omis, est Toral.
Marcelino García Toral, connu comme Marcelino, né le 14 août 1965 à Villaviciosa, est un footballeur espagnol évoluant au poste de milieu de terrain, devenu entraîneur, actuellement au Villarreal CF.
Deux fois élu meilleur entraîneur de Liga, en 2007 et 2018, il a notamment remporté la Coupe du Roi en 2019 avec le Valencia CF, et la Supercoupe d’Espagne avec l'Athletic Club de Bilbao en 2021.

## Biographie

### Carrière de joueur (1985-1994)
Après des débuts de footballeur avec l'équipe réserve du Sporting de Gijón en 1983, Marcelino commence sa carrière professionnelle avec l'équipe première deux ans plus tard.
Il joue par la suite au Racing de Santander, le Levante UD et l'Elche CF, contraint en raison d'une blessure au genou de mettre prématurément un terme à sa carrière de joueur, à l'âge de 28 ans
Il a été sept fois sélectionné en équipe d'Espagne espoirs entre 1985 et 1987.

### Carrière d'entraîneur

#### CD Lealtad (1997-1998)
Marcelino commence sa carrière d'entraîneur en 1997 au CD Lealtad, en Tercera División (la quatrième division espagnole), et obtient la promotion en division supérieure à l'issue de la saison 97/98. Malgré ce succès, il quitte le club.

#### Sporting Gijón B (2001-2003)
Il entraîne l'équipe B du Real Sporting de Gijón de janvier 2001 à juillet 2003.

#### Sporting Gijón (2003-2005)
À la suite de cela, il est promu pour entrainer l'équipe première du Real Sporting de Gijón à partir de l'été 2003, en Segunda División. Il y reste deux saisons. Après une première encourageante, terminée en cinquième position, Marcelino réussit moins la seconde, et son club échoue finalement à la 11ème place.

#### Recreativo de Huelva (2005-2007)
Le 12 juillet 2005, il signe avec le Recreativo de Huelva, toujours en deuxième division. Dès sa première saison, il remporte le championnat et fait donc monter son club en Liga.
L'exercice 2006/2007 marque la toute première fois où Marcelino coache une équipe au plus haut niveau espagnol. Il crée la surprise en emmenant le promu à la 8ème place du classement final et est élu meilleur entraîneur de Primera División 2006/2007.

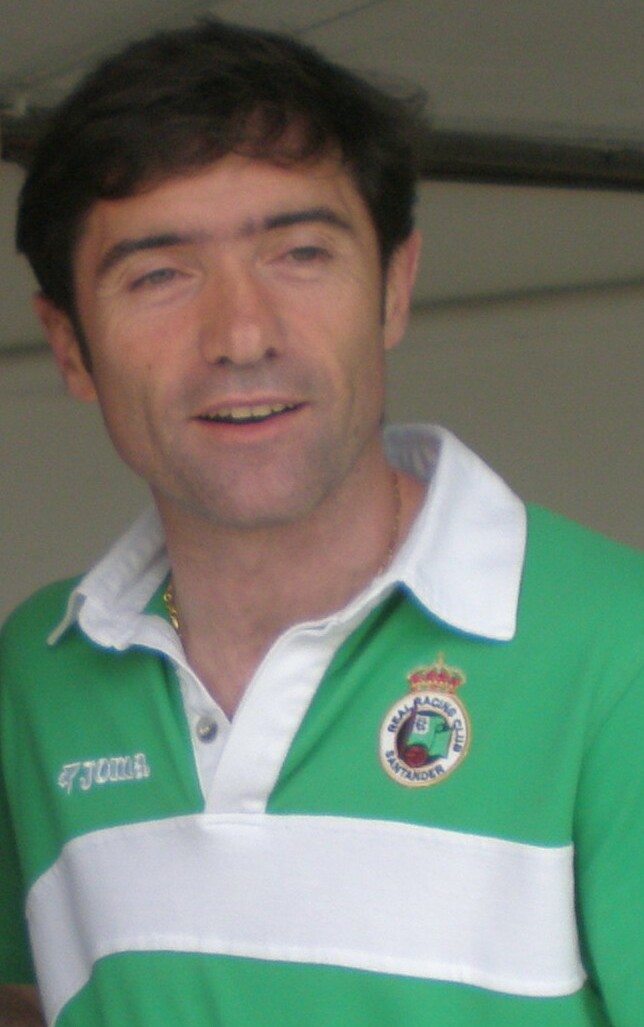
Marcelino avec le Racing Santander en 2008.

#### Real Racing Club de Santander (2007-2008)
Le 26 juin 2007, il s'engage avec le Racing de Santander. En Liga, il termine à une historique sixième place, synonyme de qualification en Coupe de l'UEFA, une première dans l'histoire du club. De plus, Santander atteint les demi-finales de la Coupe du Roi, également pour la première fois. Malgré cette saison historique, il quitte le club.

#### Real Zaragoza (2008-2009)
Juin 2008 marque le retour de Marcelino en deuxième division espagnole, puisqu'il prend en mains le Real Saragosse. Il termine deuxième, permettant par conséquent au club de remonter en Liga, et est nommé meilleur entraineur de Segunda División 2008/2009.
La saison suivante, Marcelino est limogé au mois de décembre 2009, à la suite des mauvais résultats de l'équipe en Liga.

#### Bref retour au Racing de Santander (2011)
Il retourne brièvement au Racing de Santander pour une mission sauvetage. En effet, il y revient en février 2011, l'équipe pointant alors à la 16e place de la Liga. Il parvient à redresser la situation sportive du club et conclu la saison par une 12e place.
Cependant, une fois la saison terminée, il décide de quitter le club après plusieurs divergences avec le nouveau propriétaire du club.

#### Sevilla FC (2011-2012)
Le 7 juin 2011, Marcelino devient l'entraîneur du Séville FC, succédant à Gregorio Manzano. Le club andalou ayant finit l'exercice précédent en 5ème position, il est par conséquent qualifié pour la Ligue Europa 2011/2012. Pour la première fois de sa carrière, Marcelino coache alors des matchs de coupe d'Europe mais, dès les barrages, il est éliminé par le Hanovre 96. En championnat, ce n'est guère plus convaincant et il est licencié le 6 février 2012 à la suite de mauvais résultats, laissant le club à la 11e place en Liga.

#### Villarreal CF (2013-2016)
Marcelino rebondit du côté du Villarreal CF où il arrive en cours de saison 2012/2013 (il y signe le 14 janvier 2013). Le « sous-marin jaune » vient tout juste de descendre en seconde division, et l'objectif est de remonter en Liga au plus vite. Marcelino débarque en plein milieu de saison pour redresser Villarreal qui, après un début de saison mitigée, s'éloigne de cet objectif. Il parvient immédiatement à glaner la montée, emmenant le club à une deuxième place finale. C'est la troisième fois en sept ans que Marcelino parvient à faire accéder une équipe à la première division espagnole, et la quatrième montée de sa carrière d'entraineur (avec celle du CD Lealtad en troisième division, obtenue en 97/98).
Pour son retour en Liga, le promu fait un très bel exercice et termine sixième de la saison 2013/2014, se qualifiant ainsi pour la Ligue Europa.
La saison 2014/2015 se conclut une nouvelle fois sur une sixième place, encore synonyme de qualification en Ligue Europa. En coupe d'Europe, Villarreal est éliminé en huitièmes de finale de Ligue Europa par le Séville FC.
La saison 2015/2016 sera excellente. Effectivement, elle voit Villarreal terminer à la 4e place du championnat espagnol, se qualifiant ainsi pour le tour préliminaire de la Ligue des champions. En Ligue Europa, Marcelino conduit son club jusqu'en demi-finale où il éliminé par le Liverpool FC après un beau parcours : après une phase de poules conclut en seconde position derrière le Rapid de Vienne avec 13 pts (4 victoires, 1 nul et 1 défaite), le "sous-marin jaune" effectue une brillante phase finale, éliminant successivement Naples, le Bayer Leverkusen et le Sparta Prague, sans perdre un seul match. Aux portes de la finale, les joueurs de Marcelino gagnent le match aller à domicile face à Liverpool (1-0) avant de s'effondrer au retour à Anfield (0-3).
Marcelino démissionne le 10 août 2016, seulement quelques jours avant d'affronter l'AS Monaco en tour préliminaire de la C1, en raison de mauvaises relations avec certains joueurs et les dirigeants du club. Il est remplacé par Fran Escribá.

#### Valencia CF (2017-2019)
Après une saison sans club, Marcelino s'engage pour deux ans avec le Valencia CF, le 11 mai 2017. Il reprend un club qui vient de terminer l'exercice précédent à une décevante 12ème place.
Pour sa première saison (2017/2018), il se classe a la 4e place de la Liga et se qualifie pour la Ligue des champions. À titre personnel, Marcelino est élu meilleur entraineur de la saison en Liga, pour la deuxième fois de sa carrière.
2018/2019 sera un très beau cru pour Marcelino : il finit de nouveau à la 4e place de la Liga et se qualifie donc pour la Ligue des champions. Sur la scène européenne, l'entraineur coache alors ses premiers matchs de C1. Troisième de sa poule en Ligue des champions derrière la Juventus et Manchester United, Valence est donc reversé en Ligue Europa. Pour la seconde fois de sa carrière, Marcelino atteint la demi-finale de la compétition, où il est encore éliminé par un club anglais : Arsenal (défaites 3-1 à l'aller en Angleterre et 2-4 au retour en Espagne), après avoir sorti successivement le Celtic Glasgow, Krasnodar, puis son ancien club de Villarreal, là encore sans perdre un seul match jusqu'en demi-finale.
Le 25 mai 2019, le FC Valence remporte la huitième Coupe d'Espagne de son histoire face au FC Barcelone sur le score de 2-1, pourtant vainqueur des quatre dernières éditions.
Le 11 septembre 2019, Marcelino est limogé et remplacé par Albert Celades.

#### Athletic Club (2021-2022)
Le 3 janvier 2021, Marcelino signe jusqu'en juin 2022 à l'Athletic club de Bilbao où il arrive en cours de saison pour remplacer Gaizka Garitano, limogé. Le club basque est alors 9ème de Liga, mais Marcelino ne fera guère mieux que son prédécesseur puisqu'il termine l'exercice 2020/2021 en 10ème position. Cependant, son parcours en coupes nationales sera exceptionnel. En effet, à peine 14 jours après sa nomination, Marcelino remporte la Supercoupe d’Espagne aux dépens du FC Barcelone, sur le score de 3-2 a.p. Déjà en demi-finale, il avait éliminé le Real Madrid (2-1).
Marcelino à la grande particularité de jouer cette saison là deux finales de Coupe du Roi en l'espace de deux semaines : en effet, à cause de la pandémie du Covid-19, la finale de l'édition 2019/2020 a été déplacée au 3 avril 2021. C'est une finale 100% basque puisque Bilbao affronte la Real Sociedad mais s'incline (0-1). Parallèlement à cette finale reportée, il emmène son club à nouveau en finale de la Coupe du Roi 2020/2021. Celle-ci se joue le 17 avril 2021 et Bilbao s'incline une fois encore, contre le FC Barcelone cette fois (0-4).
En 2021/2022, Marcelino classe son club à une 8ème place finale en Liga, mais se montre de nouveau très performant en coupes nationales. En Supercoupe d'Espagne, il va encore jusqu'en finale, mais l'Athletic Bilbao ne conserve pas son titre, s'inclinant contre le Real Madrid (0-2), après avoir sorti l'Atlético de Madrid en demi-finale (2-1). En Coupe du Roi, l'Athletic Bilbao élimine successivement le FC Barcelone (3-2 a.p.) en huitième de finale puis le Real Madrid en quart de finale (1-0), avant de s'incliner en demi-finale contre Valence.
Le 24 mai 2022, il annonce en conférence de presse qu'il ne prolongera pas son aventure avec le club basque.

#### Olympique de Marseille (2023)
Le 23 juin 2023, Marcelino signe jusqu'en juin 2025 à l'Olympique de Marseille. Le 20 septembre 2023, soit après moins de 3 mois sur le banc de l'OM, il décide de démissionner de son poste d'entraîneur sous la pression des groupes de supporters. En cinq journées de Ligue 1, Marcelino est pourtant invaincu (2 victoires, 3 nuls), mais le jeu proposé par son équipe est terne et l'OM n'arrive pas à engranger de points face à des clubs « à sa portée ». Il est également éliminé dès le troisième tour préliminaire de la Ligue des Champions par le club grec du Panathinaïkós.

#### Villarreal CF (2023-)
En novembre 2023, Marcelino fait son retour au Villarreal CF où il s'engage jusqu'en juin 2026, succédant à Pacheta. Il connait à cette occasion une élimination contre l'Olympique de Marseille (0-4, 3-1) en huitièmes de finale de la Ligue Europa 2023-2024.

## Statistiques

### Entraîneur
Mise à jour le 23/02/2024
| Équipe                 | Pays    | de               | à                 | Statistiques | Statistiques | Statistiques | Statistiques | Statistiques |
| Équipe                 | Pays    | de               | à                 | M            | V            | N            | D            | % de V       |
| ---------------------- | ------- | ---------------- | ----------------- | ------------ | ------------ | ------------ | ------------ | ------------ |
| CD Lealtad             | Espagne | 1er juillet 1997 | 30 juin 1998      | 44           | 29           | 10           | 5            | 65 %         |
| Sporting de Gijón B    | Espagne | 15 janvier 2001  | 19 juillet 2003   | 99           | 41           | 26           | 32           | 41 %         |
| Sporting de Gijón      | Espagne | 19 juillet 2003  | 12 juillet 2005   | 86           | 35           | 22           | 29           | 40 %         |
| Recreativo de Huelva   | Espagne | 12 juillet 2005  | 26 juin 2007      | 84           | 38           | 22           | 24           | 45 %         |
| Racing Santander       | Espagne | 26 juin 2007     | 28 mai 2008       | 46           | 20           | 13           | 13           | 43 %         |
| Real Zaragoza          | Espagne | 28 mai 2008      | 13 décembre 2009  | 59           | 26           | 17           | 16           | 44 %         |
| Racing Santander       | Espagne | 9 février 2011   | 7 juin 2011       | 16           | 7            | 3            | 6            | 43 %         |
| Séville FC             | Espagne | 7 juin 2011      | 6 février 2012    | 27           | 9            | 9            | 9            | 33 %         |
| Villarreal CF          | Espagne | 14 janvier 2013  | 10 août 2016      | 177          | 87           | 44           | 46           | 49 %         |
| Valence CF             | Espagne | 23 mai 2017      | 11 septembre 2019 | 110          | 55           | 29           | 26           | 50 %         |
| Athletic Bilbao        | Espagne | 3 janvier 2021   | 24 mai 2022       | 75           | 29           | 25           | 21           | 39 %         |
| Olympique de Marseille | France  | 23 juin 2023     | 20 septembre 2023 | 7            | 3            | 3            | 1            | 43 %         |
| Villarreal CF          | Espagne | 13 novembre 2023 |                   | 15           | 6            | 4            | 5            | 40 %         |
| Moyenne                | Moyenne | Moyenne          | Moyenne           | 845          | 384          | 227          | 234          | 45,44 %      |

## Palmarès

### Palmarès de joueur

#### Espagne -20 ans
- Coupe du monde des moins de 20 ans
  - Finaliste : 1985

### Palmarès d'entraîneur

#### CD Lealtad
- Tercera División 
  - Champion : 1998

#### Recreativo de Huelva
- Segunda División
  - Champion : 2006

#### Real Saragosse
- Segunda División
  - Vice-champion : 2009

#### Villarreal CF
- Segunda División
  - Vice-champion : 2013

#### Valence CF
- Coupe du Roi
  - Vainqueur : 2019

#### Athletic Club
- Supercoupe d’Espagne
  - Vainqueur : 2021
  - Finaliste : 2022
- Coupe du Roi
  - Finaliste : 2020, 2021

## Distinctions personnelles
- Trophée Miguel Muñoz du meilleur entraîneur de Liga en 2007 avec le Recreativo de Huelva[21]
- Trophée Miguel Muñoz du meilleur entraîneur de Liga en 2018 avec le Valence CF[21]
- Trophée Miguel Muñoz du meilleur entraîneur de Segunda División en 2009 avec le Real Saragosse[22]